# Christophe Zakhia El-Kassis

Wappen von Cristophe Zekiah El Kassis

Christophe Zakhia El-Kassis (* 24. August 1968 in Beirut, Libanon) ist ein libanesischer Geistlicher, maronitischer Erzbischof und Diplomat des Heiligen Stuhls.

## Leben
Christophe Zakhia El-Kassis empfing am 21. Mai 1994 das Sakrament der Priesterweihe für die Erzeparchie Beirut.
Am 24. November 2018 ernannte ihn Papst Franziskus zum Titularerzbischof von Rusellae und bestellte ihn zum Apostolischen Nuntius in Pakistan. Kardinalstaatssekretär Pietro Parolin spendete ihm am 19. Januar des folgenden Jahres die Bischofsweihe. Mitkonsekratoren waren der Kardinalpräfekt der Apostolischen Signatur, Dominique Mamberti, und der maronitische Erzbischof von Beirut, Paul Youssef Matar.
Christophe Zakhia El-Kassis vertrat als einer der 73 geladenen Gäste den Vatikan bei der Inaugurationszeremonie des am 5. August 2021 das neue Amt antretenden iranischen Staatspräsidenten Ebrahim Raisi.
Am 3. Januar 2023 ernannte ihn Papst Franziskus zum Apostolischen Nuntius in den Vereinigten Arabischen Emiraten, am 22. Juli 2024 zusätzlich zum Nuntius im Jemen.